# Ambikapur Part-X
Ambikapur Part-X è una suddivisione dell'India, classificata come census town, di 10.014 abitanti, situata nel distretto di Cachar, nello stato federato dell'Assam. In base al numero di abitanti la città rientra nella classe IV (da 10.000 a 19.999 persone).

## Società

### Evoluzione demografica
Al censimento del 2001 la popolazione di Ambikapur Part-X assommava a 10.014 persone, delle quali 5.276 maschi e 4.738 femmine. I bambini di età inferiore o uguale ai sei anni assommavano a 1.234, dei quali 672 maschi e 562 femmine. Infine, coloro che erano in grado di saper almeno leggere e scrivere erano 7.096, dei quali 3.949 maschi e 3.147 femmine.